# Merremia crassinervia
Merremia crassinervia är en vindeväxtart som beskrevs av V. Ooststr. Merremia crassinervia ingår i släktet Merremia och familjen vindeväxter. Inga underarter finns listade i Catalogue of Life.